# Tuixcum Grande
Tuixcum Grande är en ort i Mexiko.   Den ligger i kommunen Motozintla och delstaten Chiapas, i den sydöstra delen av landet, 900 km sydost om huvudstaden Mexico City. Tuixcum Grande ligger 2 161 meter över havet och antalet invånare är 416.
Terrängen runt Tuixcum Grande är bergig söderut, men norrut är den kuperad. Runt Tuixcum Grande är det ganska tätbefolkat, med 214 invånare per kvadratkilometer. Närmaste större samhälle är Motozintla de Mendoza, 4,1 km nordväst om Tuixcum Grande. I omgivningarna runt Tuixcum Grande växer i huvudsak blandskog.